# ノンブル
ノンブル（英: folio, page number, pagination）とは、本のページを表す数字（ページ番号）のこと。

## 概要
出版関連の業界用語であり、仏語で「数」を意味するnombreに由来する説や、英語のNumberが訛ったとする説がある。
各ページの前後関係を表す数字であり、出典などを示す際には、この数字を用いる。この数字は当該ページに書かれている内容とは基本的には無関係であり、単なる数桁の記号に過ぎない。またそのため、同一の書籍でも改版や、その折りの序文の挿入、もしくは判型の変更によってノンブルは大きく変動する。
ノンブルは、「紙面」という物理的な制約を受けている「本」のための数字であり、ウェブ上のメディアの場合には（「○○ページ」とつけている場合も見られるが）書物ほどにその存在意義はない。そこではURLがその代替となっており、それはハイパーリンクによって異なる形の利便性を提供している。

### ノンブルのはじまり
近代印刷の祖とされるグーテンベルクのグーテンベルク聖書は、形態においては確かに現代の「本」と殆ど同じものであったが、これにはノンブルが無かった。この組版要素を書物に追加したのはアルドゥス・マヌティウスだと考えられている。

## ノンブルの付け方
ノンブルを付ける作業は丁付けとも呼ばれている。ノンブルに使われる数字は、アラビア数字、ギリシャ数字に加えて、書籍中で使われている言語の数字（例えば、日本語で書かれた書籍であれば漢数字）などが使われ、後述のように数種を併せて使うこともある。
通常、表紙や裏表紙はページ数に含まず「表1」から「表4」といった表記で呼ばれ、また「遊び紙」と呼ばれる、「トビラ」の前や奥付の後にあって何も印刷されていないページもノンブルを振る対象として数えないことも多い。ただし、雑誌の場合は表表紙かその次のページ（表2）からノンブルを付け始める場合が多々ある。
その書籍が縦組みならば左側、横組みならば右側のページが奇数ページとする、つまり1ページ目とするのが通例である。
また大きく分けて、ノンブルの付け方には「通しノンブル」と「別ノンブル」という2種類の方法がある。

### 通しノンブル
書籍の造本において、前付・本文・後付の全ページに順番に数字を振っていくやり方を「通しノンブル」あるいは「追いページ」などと言う。小説の本などに代表される、内容が一続きになっている本ではこの方法が採られることが多い。
ノンブルは参照箇所を示す指標であり、論文などにおいて引用を行う際には、ページ数を示して参照元を明記する。そういったこともあり、書物のノンブルは基本的に通しノンブルとなっている必要がある。さもなければ、ある本に同じページが再三登場することとなり、ノンブルとしての用を為さなくなってしまう。
また広義には、雑誌の一年分の累計ページ数や、連載内の累計ページ数を振ってそれを指す言葉として使うこともある。

### 別ノンブル
目次・序文と本文、あるいは内容の一集合ごとに区切って再び1からノンブルを打つ方法があり、一般に「別ノンブル」と称する。この中では、通常の書籍に目次や序文のみ本文とは違うノンブルがつけられている場合が多く、取扱説明書などの本では節ごとに別立てのノンブルとなっているものも多々見られる。
節ごとに分けている場合、ノンブルは「1，2，3……」といった単独の数字ではなく、「1-1，1-2，1-3，……2-1，2-2……」というように節番号との組合わせで表示される。
取扱説明書に関して補記すれば、ことに家庭用ではなく業務用製品など、大規模なものほど、この振り方をしているものが多い。これには通しノンブルで打つとノンブルの数字が大きくなりすぎるなどの事情もある。Adobe FrameMakerなどはこれに対応している。
口絵や目次などの「前付」と呼ばれるページのみ、本文とは違うノンブルをつける場合、こういったページは可視的なノンブルを付けないか、あるいは異なる種類の数字を用いることで区別を可能にする。本文がアラビア数字で、目次のみローマ数字といった具合に、である。近年のDTPやワープロソフトには、こういった複数のノンブルの系列を扱えるようになっているものも増えている。

### 加除式書籍
加除式書籍では性質上、途中にページが付け加えられる場合やページが削除される場合があり、そのときは独特の丁数（ページ番号）が用いられる。
ノ丁（のちょう）
ページ数が増える場合に用いられ、123と124の表裏1枚を抜いて2枚加える必要が生じた場合は「123、124、124の1、124の2」あるいは「123、124、124の2、124の3」となる。
欠丁（けっちょう）
ページ数が減る場合に用いられ、123～150を抜いて1枚だけ加える場合は「123、124（～150）」となる。

## ノンブルの組み方
ノンブルをつける位置について、世界的な統一基準といったものは存在しない。しかしノンブルはページの整序を示す数字であるため、通常の書物においては全ページを通して一定の位置に打つ必要がある。ただし多くの場合、以下の4パターンに収まる。
1. 天、小口
ページ上部、ページの端
2. 天、中央（左右センター）
ページ上部、中央
3. 地、小口
ページ下部、ページの端
4. 地、中央（左右センター）
ページ下部、中央

また「不可欠な脇役」としての性質上、ノンブルはそれ自体が自己主張しすぎず、かつはっきりと視認できる書体およびサイズで組む必要がある。
また、本文とノンブルの間は、本文の文字サイズの1字分（14級ならば3.5mm）か、それ以上の余白を取ることが一般的である。
カタログなどでは、本文の文字の数倍のサイズで、濃度を落として「目に痛く」無いようにした上で、裁ち切りにかかるようにデザインしたものなども見られる。

## 隠しノンブル
ページ数に数えるがノンブルを付けないことは、隠しノンブル（英: blind folio）と呼ばれている。隠しノンブルは中扉、白紙ページ、奥付、広告のみのページ、目次・ページの全体が挿絵であるようなページなどで行われる。漫画を含めてビジュアル性の高い出版物においては、ノンブルが数頁に一度しか表示されていないことがある。しかしこれは「表示されていない、ように見える」と考えるべきで、裁断する直前まで裁ち切りの部分に数字が打たれているのが通例である。これを「隠しノンブル」と言い、面付けなどの作業の際に混乱を未然に防止する役割を持っている。
句集・歌集・詩歌集などは、ノド（本の内側部分）に近いところへノンブルを打たれている場合があり、これも隠しノンブルと呼ばれている。

## コマノンブル
日本の漫画雑誌においては、かつて読み順を知らせるためページ内の各コマに対しても通し番号が振られており、これをコマノンブル、あるいは単にコマ番号と称した。雑誌掲載時のみ付与されるもので、単行本化の際には外された。
漫画の読み方が浸透するにつれて必要性が低下し、少年雑誌では1960年代まで、より低年齢向けの学年誌・幼年漫画でも1970年代までには廃止されていった。